# Jean Nicot
Jean Nicot (1530, Nîmes – 10. května 1604, Paříž) byl francouzský diplomat, učenec a obchodník s tabákem. Je po něm pojmenována látka nikotin.

## Život
Jean Nicot se narodil v roce 1530 v Nîmes, na jihu Francie, v rodině notáře. Byl vzděláván v Toulouse a Paříži. Sloužil u dvora Jindřicha II. Francouzského, ve funkci „strážce pečeti“ a posléze králova sekretáře.
V roce 1559, jako 29letý, byl poslán do Portugalska, aby vyjednal manželství šestileté Jindřichovy dcery Markéty z Valois s pětiletým portugalským princem Sebastianem. Jako francouzský velvyslanec sloužil v Lisabonu až do roku 1561. Filozof a botanik Damião de Góis ho zde seznámil s některými exotickými rostlinami, které se začaly do Portugalska dovážet ze zámoří. Byl mezi nimi i tabák. Nicot ho začal šňupat a nabyl přesvědčení o jeho léčebných účincích, což popsal v knize z roku 1559. O rok později šňupací tabák uvedl na francouzský královský dvůr. Královna Kateřina Medicejská uvěřila, že jí tabák pomáhá při migrénách. To vedlo k tomu, že se stal v Paříži rychle velkou módou, říkalo se mu též „královnina rostlina“. Z Nicota udělal celebritu i úspěšného obchodníka. Proto také botanik Jacques Daléchamps v roce 1586 tabákovou rostlinu pojmenoval Nicotiana, ačkoli cestovatel André Thevet proti tomu protestoval s argumentem, že první tabák do Francie dovezl on. Carl Linné později název převzal do své systematiky, takže jí zůstal dodnes. Když byla roku 1828 izolována hlavní účinná látka této rostliny (alkaloid), získala podle rostliny název nikotin.
Za své služby francouzskému královskému dvoru byl Nicot povýšen do šlechtického stavu a získal přízvisko „de Villemain“. Po odchodu od dvora se usadil poblíž Brie-Comte-Robert. Zde sestavil jeden z prvních francouzských slovníků Thresor de la langue françoyse tant ancienne que moderne. Měl osmnáct tisíc hesel a vyšel až po jeho smrti, v roce 1606. Podle historika rasismu Ibrama X. Kendiho šlo o první slovník zahrnující pojem „rasa“.